# Глушко Олександр Кіндратович
Олекса́ндр Кіндра́тович Глушко́ (* 14 серпня 1938, Покровка — † 28 лютого 2025, Київ) — український прозаїк, журналіст, заслужений журналіст України. Кандидат філологічних наук. Головний редактор журналу «Вітчизна» у 1986—2012 роках.

## Життєпис
Народився 14 серпня 1938 р. на Кінбурнській косі в с. Покровка Очаківського району Миколаївської області.
1996 року закінчив факультет журналістики Київського державного університету ім. Т. Г. Шевченка та аспірантуру Академії суспільних наук у Москві.
Працював завідувачем відділу миколаївських обласних газет «Комсомольська іскра», кореспондентом у газеті «Південна правда» й п'ять років був редактором молодіжної газети Миколаївщини «Ленінське плем'я».
Після закінчення аспірантури — заступник головного редактора республіканського журналу «Під прапором ленінізму». З 1986 року — головний редактор літературно-художнього та громадсько-політичного журналу «Вітчизна».
З 1990 року викладав в Інституті журналістики КНУ імені Тараса Шевченка, доцент кафедри періодичної преси.
Автор книги художньої публіцистики «Вогні маяків» (1970), збірки оповідань «Маслиновий гай» (1981) та «Фонтан з музикою» (1989); історичних романів «Кінбурн» (1988), «Стрибок тарпана» (1998), «Тріумф і крах» (2018); збірки новел «Італійське каприччо» (2008), «А годы, как птицы…» (1998); літературно-критичних праць «На бистрині часу» (1980), «З позицій соціального оптимізму» (1983), художньо-документальної повісті «Лебедина пісня в ритмі козацького маршу» (2013), «Феномен лідера» (2004), навчальних посібників для журналістів «Журналістське розслідування» (К., 2000); «Основи журналістських знань» (К., 2001); «Журналістське розслідування: історія, теорія, практика» (К., 2006), монографії «Художня публіцистика: європейські традиції і сучасність» (К., 2010), збірки публіцистики «Куди ти йдеш, Україно» (2012).
О. К. Глушко — член Національної спілки письменників, заслужений журналіст України, ветеран труда, лауреат республіканської літературної премії ім. Андрія Головка за найкращий роман 1999 року, літературної премії ім. Олеся Гончара і журналістської премії «Золоте перо».
Нагороджений орденами «За заслуги» ІІІ ступеня, «Святого рівноапостольного князя Володимира Великого», «Святого Миколая Чудотворця» та «Святого Архангела Михаїла», а також Грамотою Верховної Ради України, Почесною відзнакою Національної спілки письменників України, і Почесною грамотою Київського національного університету імені Тараса Шевченка.
На честь Олександра Глушка засновано стипендію його імені.